# Primăvara simfonic

Primăvara. Simfonic este un album al interpretului român Tudor Gheorghe lansat în anul 2001, distribuit de Cat Music. Albumul este un rezultat al colaborării dintre "Tudor Gheorghe și Orchestra" și corul format din membri ai Teatrului Liric și ai Filarmonicii din Craiova. Orchestrator și dirijor este Marius Hristescu. Acest album face parte din ciclul „Anotimpurile poeziei românești”.

## Detalii
- Gen: folk/simfonic
- Sunet: Stereo
- Înregistrat: studio/live
- Durată: 56:49 minute
- Casă de discuri: Illuminati - Media Services
- Data lansării: 2001

## Lista pieselor
1. „Antiprimavară” (Adrian Păunescu) [3:59]
2. „Primăvara mea” (Tudor Gheorghe) [4:29]
3. „Lumina lină” (Ioan Alexandru) [5:06]
4. „Mugur, mugurel” (anonim) [4:44]
5. „Dorul călător” (Tudor Gheorghe) [3:53]
6. „Rapsodii de primăvară” (George Topîrceanu) [5:19]
7. „Valțul rozelor” (Alexandru Macedonski) [4:53]
8. „Toamna” (Vasile Voiculescu) [4:58]
9. „Dona Clara” (Haralamb Leca) [4:19]
10. „Primăvara” (Virgil Carianopol) [4:56]
11. „Salcâmii” (Arhip Cibotaru) [5:21]
12. „Note de primăvară” (George Bacovia) [4:21]